# Ouest-de-l'Île
Pour les articles homonymes, voir West Island.

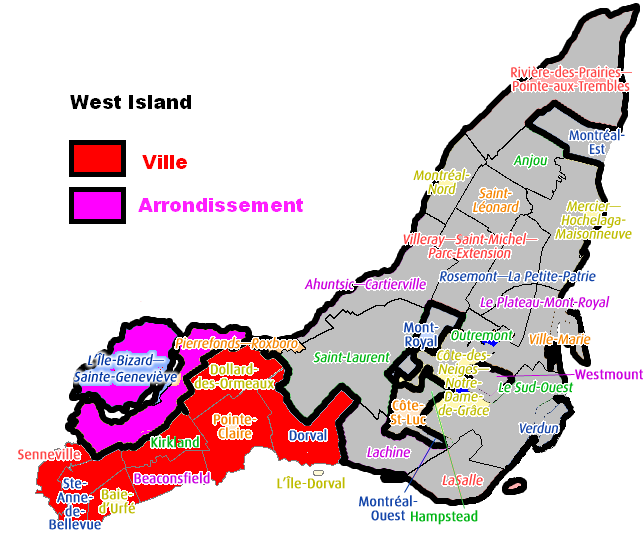
Le West Island à Montréal

L'Ouest-de-l'Île (en anglais : West Island) désigne le territoire couvert par les municipalités de l'île de Montréal et les arrondissements de la ville de Montréal situés à l'ouest de cette île. Le nom tient probablement son origine d'une division géolinguistique entre francophones et anglophones, les francophones habitant habituellement la partie est et les anglophones l'ouest. Bien que la plupart sont aujourd'hui bilingues, les anglophones continuent de former une majorité relative de la population du West Island. Par contre, l'expression « Ouest-de-l'île » tend à s'imposer officiellement,.
De manière générale, l'Ouest-de-l'Île comprend les villes de Baie-D'Urfé, Beaconsfield, Dollard-Des Ormeaux, Dorval, L'Île-Dorval, Kirkland, Pointe-Claire, Sainte-Anne-de-Bellevue, le village de Senneville et les deux arrondissements montréalais de L'Île-Bizard–Sainte-Geneviève et de Pierrefonds-Roxboro. Par extension, les arrondissements de Lachine, LaSalle et Saint-Laurent sont parfois inclus comme faisant partie de l'Ouest-de-l'Île. Le secteur ne bénéficie toutefois pas de limites territoriales et de structure administrative officielles et est davantage distingué par des caractéristiques sociologiques, telles que le revenu par ménage, la langue parlée à la maison, l'urbanisme des quartiers et des espaces bâtis et le partage de services publics et de lieux communs. Toutefois, le territoire de certains organismes publics, tels que ceux relatifs à l'éducation et à la santé peuvent avoir des frontières qui s'apparentent aux limites habituellement reconnues de l'Ouest-de-l'Île. 

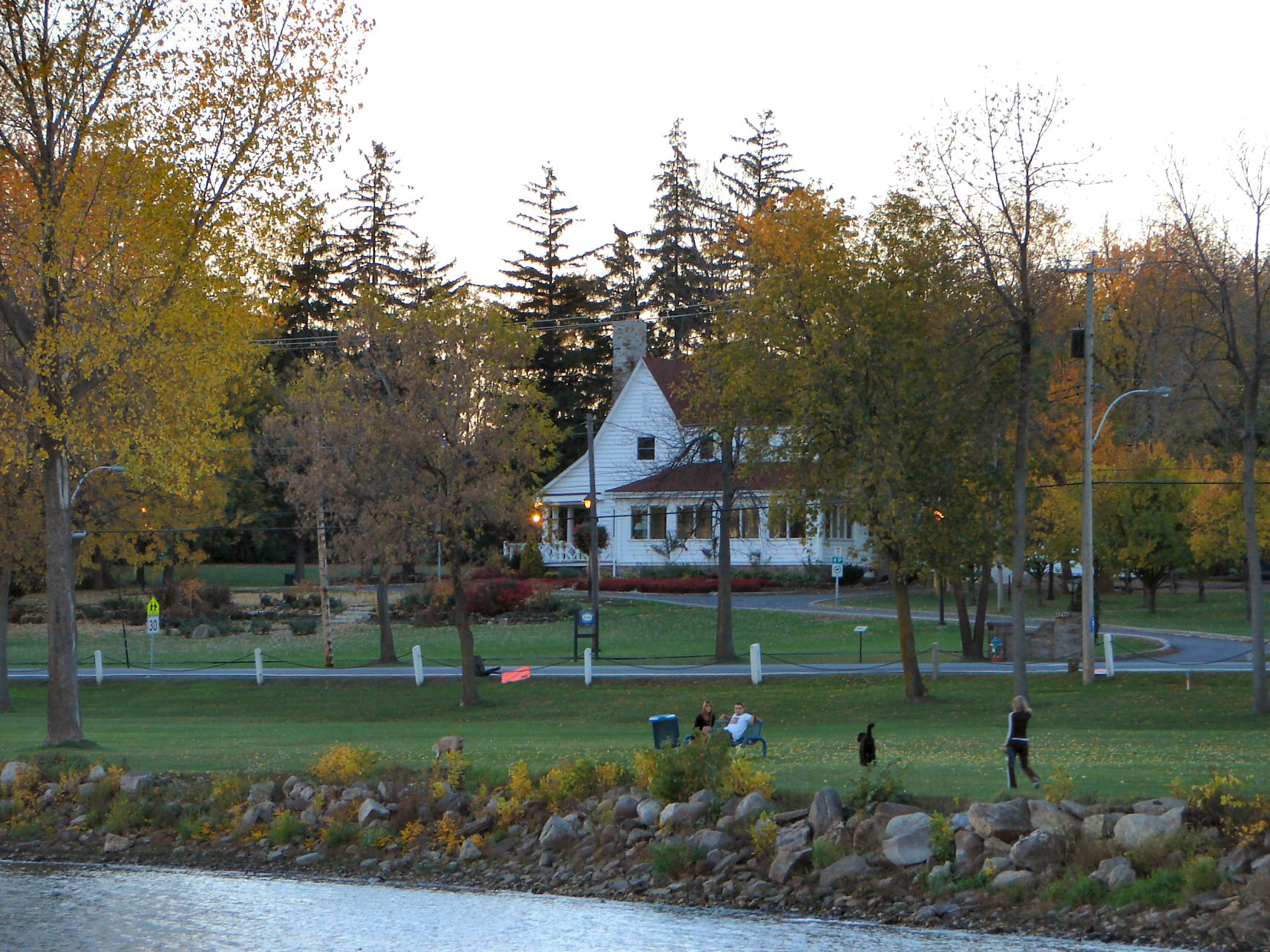
Baie-D'Urfé sur le bord du lac Saint-Louis

## Description
L'Ouest-de-l'Île a un visage cosmopolite avec ses immeubles modernes et ses maisons côte à côte. La région offre de grands espaces verts bordant les rivières et les lacs, des pistes cyclables, des parcs-nature, des musées, des pistes de ski de fond, des fermes écologiques, des parcours de golf et des lieux culturels. Comme témoin de ses 300 ans d'histoire, on y trouve des constructions datant du XVIIIe siècle. Les rives du lac Saint-Louis offrent des cafés-terrasses, des restaurants et des boutiques qui rappellent les charmes de l'Europe.
S'y trouvent l'aéroport Pierre-Elliott-Trudeau de Montréal (anciennement aéroport de Dorval), le collège John Abbott, le campus MacDonald de l'Université McGill, le cégep Gérald-Godin, les centres commerciaux Fairview Pointe-Claire et Galeries des Sources (anciennement West Island Mall), de même que le plus grand parc de Montréal, le parc-nature du Cap-Saint-Jacques.

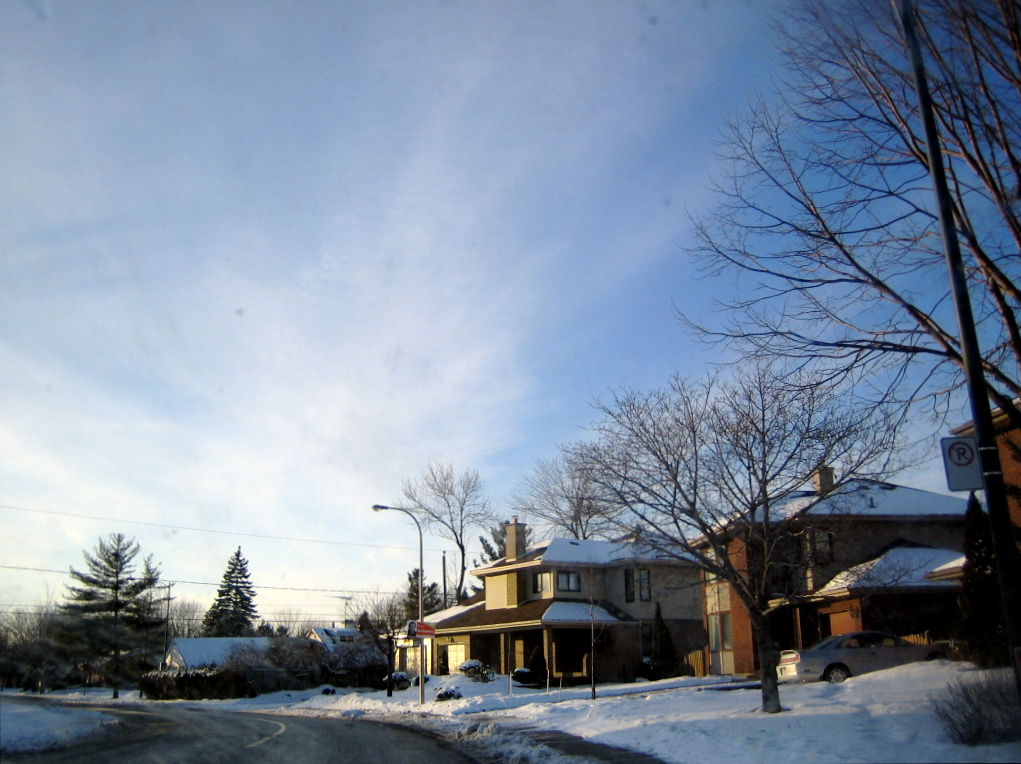
Rue typique de l'Ouest-de-l'Île située à Dorval

Pour les cyclistes intéressés par l'histoire et l'architecture, la Société du patrimoine de l'Ouest-de-l'Île a conçu un circuit de 70 kilomètres le long du Lac Saint-Louis, de la rivière des Outaouais et de la rivière des Prairies. Le Circuit patrimonial à vélo de l'Ouest-de-l'Île débute au parc du Millénaire à Dorval. Il est un prolongement de la piste cyclable du canal de Lachine. Les services éducatifs de l'Ouest-de-l'Île sont assurés par le Centre de services scolaire Marguerite-Bourgeoys pour ce qui est de l'enseignement francophone et par le Centre de services scolaire Lester-B.-Pearson en ce qui a trait à l'enseignement anglophone.

## Démographie
Les tableaux suivants présentent les données de population des villes et arrondissements de l'Ouest-de-l'Île compilées par le recensement du Canada de 2016.
| Ville liée                             | km²    | Population (2016) |
| -------------------------------------- | ------ | ----------------- |
| Baie-D'Urfé                            | 6,03   | 3 823             |
| Beaconsfield                           | 11,01  | 19 324            |
| Dollard-Des Ormeaux                    | 15,1   | 48 899            |
| Dorval                                 | 20,87  | 18 980            |
| L'Île-Dorval                           | 0,18   | 5                 |
| Kirkland                               | 9,64   | 20 151            |
| Pointe-Claire                          | 18,87  | 31 380            |
| Sainte-Anne-de Bellevue                | 10,57  | 4 958             |
| Senneville                             | 7,49   | 921               |
| Sous-total                             | 99,76  | 148 441           |
| Arrondissement de la Ville de Montréal | km²    | Population (2016) |
| L'Île-Bizard–Sainte-Geneviève          | 23,63  | 18 413            |
| Pierrefonds-Roxboro                    | 27,13  | 69 297            |
| Sous-total                             | 50,76  | 87 710            |
| TOTAL                                  | 150,52 | 236 151           |